# Cattleya kautskyi
Cattleya kautskyi är en orkidéart som beskrevs av Guido Frederico João Pabst. Cattleya kautskyi ingår i släktet Cattleya och familjen orkidéer. Inga underarter finns listade i Catalogue of Life.